# Yle Sámi Radio
Yle Sámi Radio – program radiowy publicznego nadawcy fińskiego Yleisradio, przeznaczony dla saamskiej mniejszości etnicznej. Jest nadawany na północy kraju. Program przekazuje informacje, porusza tematykę kultury saamskiej i nadaje saamską muzykę. Swój program transmituje przez 13 nadajników lokalnych UKF i w internecie. 

## Historia
Pierwsze audycje radiowe w języku saamskim Yleisradio nadało w roku 1947. W 2011 Saamski Parlament Finlandii zażądał, by radio nadawało również program norweskiej stacji NRK i szwedzkiej SVT Ođđasat.

## Program
Radio nadaje wiadomości i audycje kulturalne. W dni powszednie przygotowywanych jest 10 dzienników radiowych. Oprócz audycji kulturalnych i muzyki ludowej, prezentuje wszelką twórczość w języku saamskim, również muzykę popularną i hardrockową. Rozgłośnia współpracuje z innymi stacjami nadającymi w języku saamskim – norweską, szwedzką i rosyjską.

## Radio w kulturze
Rozproszony charakter mniejszości etnicznej spowodował, iż radio stało się medium społecznościowym, silnie oddziałującym na kulturę. Wywarło ono duży wpływ na język saamski, uwspółcześniając go przez wprowadzenie wiele nowych wyrazów i zwrotów.